# Nova Uádi Sebua
Nova Uádi Saba é um sítio arqueológico no Egito. Está localizado apenas a 4 quilômetros a oeste do sítio original de Uádi Sebua e hoje contém três templos egípcios da Baixa Núbia: Uádi Sebua, Hierasicamino e Daca.

## Edifícios

### Uádi Sebua
Os templos de Uádi Sebua foram construídos por dois faraós do Reino Novo, Amenófis III (r. 1390–1352 a.C.) e Ramessés II (1279–1213 a.C.). Ambos possuem pilones e um santuário interno cortado na rocha. As estruturas foram subsequentemente transferidas para um novo local em 1964, com apoio dos Estados Unidos, devido a construção na barragem de Assuã.

### Templo de Hierasicamino
O Templo de Hierasicamino ou Maarraca foi um templo do Período Romano (30 a.C.–395 d.C.) que nunca foi concluído. Era dedicado aos deuses Serápis e Ísis e provavelmente foi erigido sob o imperador Augusto (r. 27 a.C.–14 d.C.). Dele, só há um pátio cercado em três lados por colunas e uma escada sinuosa que levava ao telhado. Foi transferido para sua atual posição em 1961 sob supervisão do Serviço Egípcio de Antiguidades.

### Templo de Daca
O Templo de Daca greco-romano, dedicado a Tote, foi construído no século III a.C. pelo rei cuxita Arcamani em colaboração com o faraó Ptolomeu IV (r. 221–205 a.C.), que fez várias ampliações na estrutura original. Sob Augusto e Tibério (r. 14–37), novas ampliações foram feitas. Foi transferido para sua posição atual entre 1962 e 1968.

## Galeria de fotos

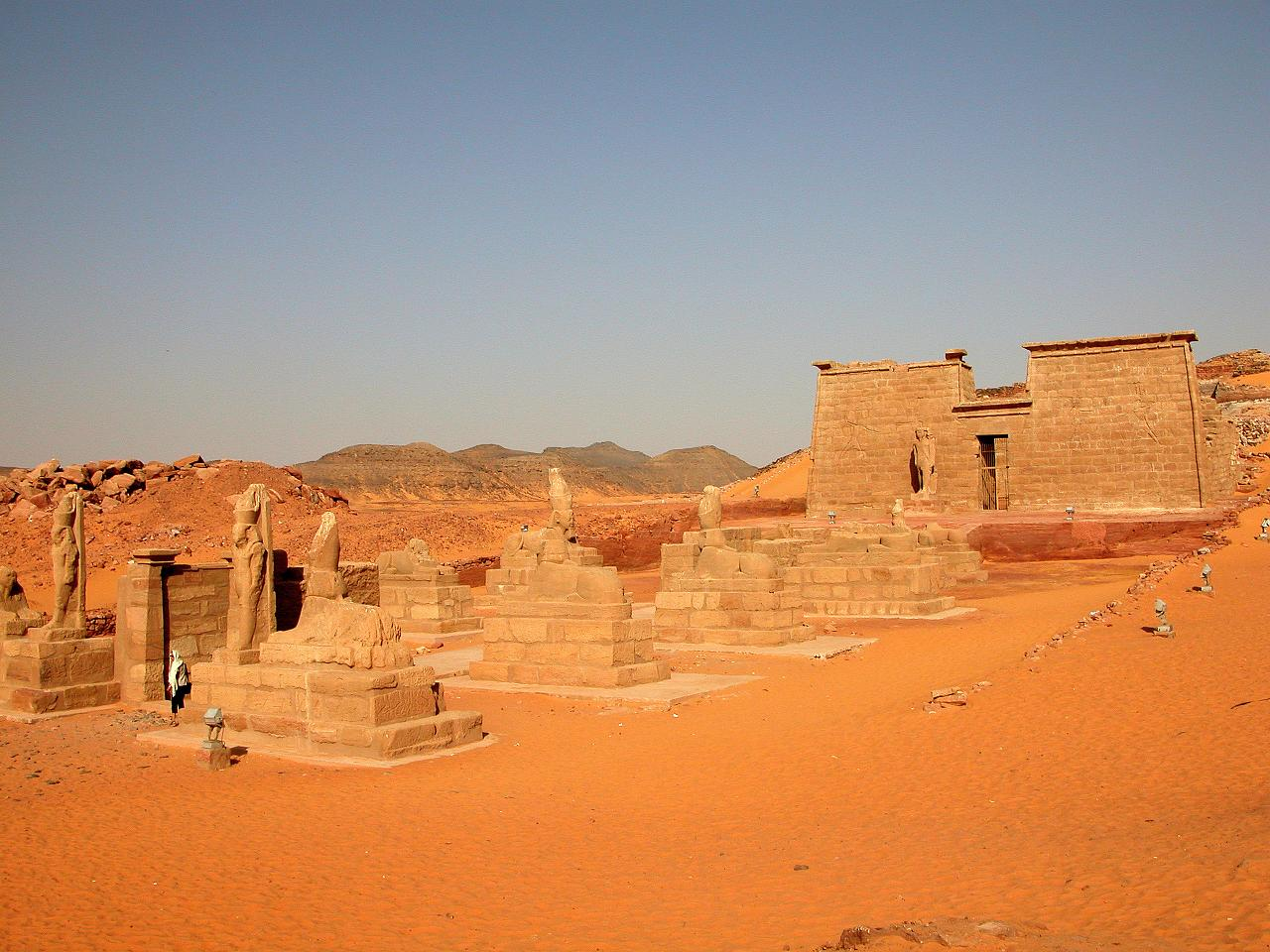
Uádi Sebua
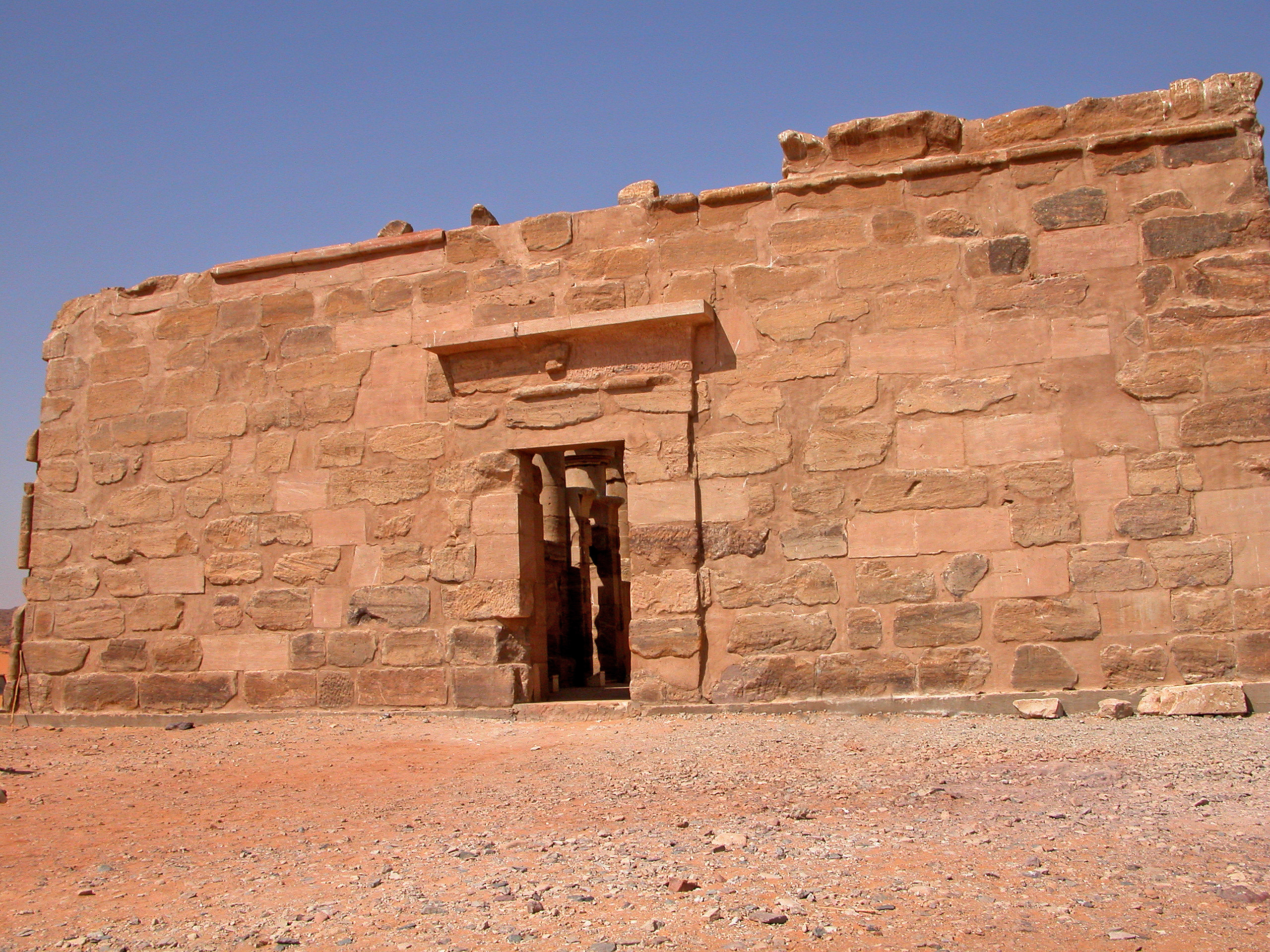
Hierasicamino
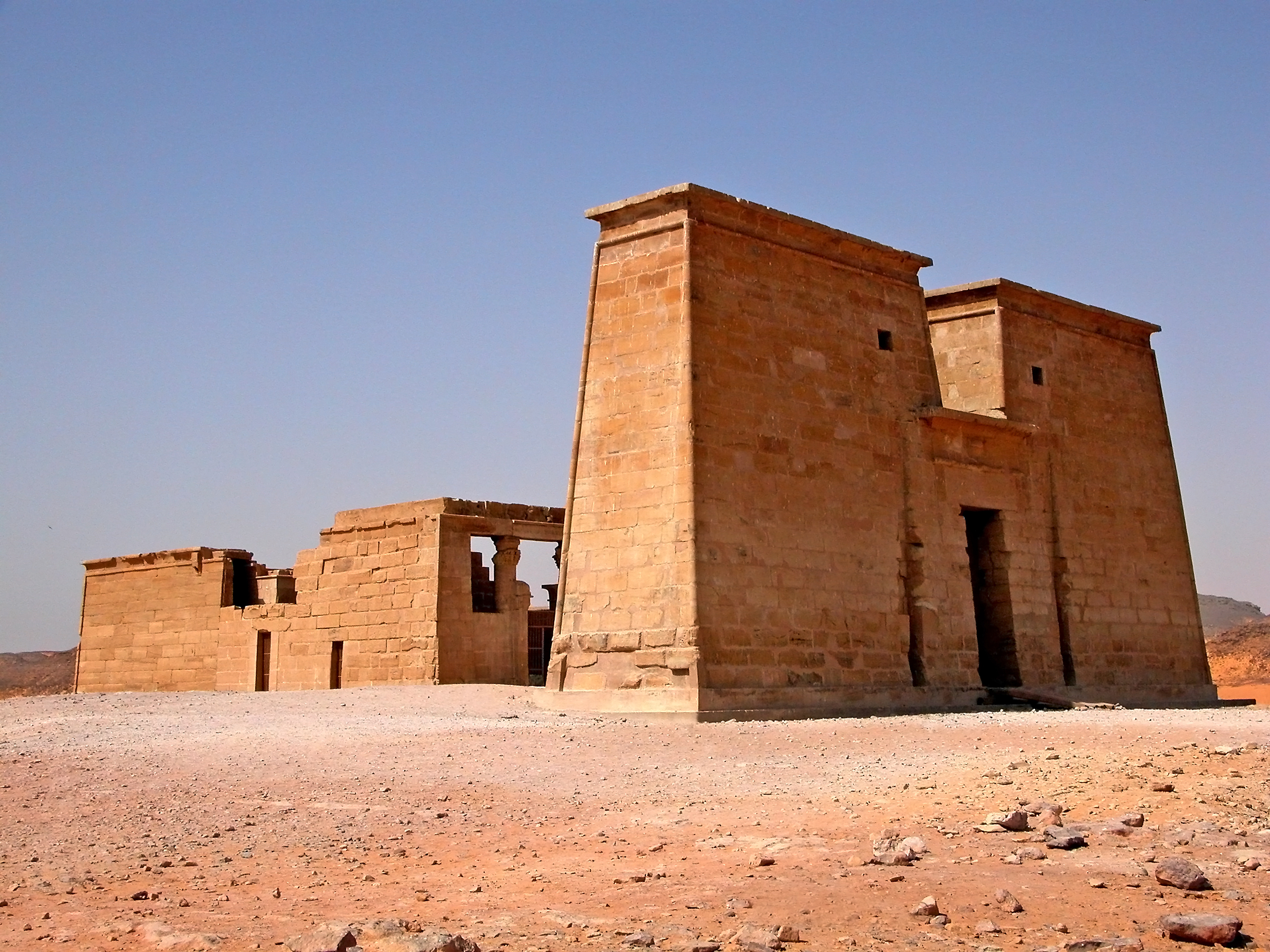
Daca